# Valutico
 (septembre 2022).
 (juin 2022).
Valutico est une solution en SaaS spécialisée en évaluation d’entreprises pour les acteurs en services financiers et experts en évaluation,.
Le siège social de la société est situé à Vienne, en Autriche, avec des filiales aux États-Unis et au Royaume-Uni.

## Histoire
Valutico a été fondée en 2014 à Vienne, en Autriche, par Paul Resch, qui a été rejoint par les cofondateurs Markus Klepp et Alexander Lachinger.
En 2015 et 2016, la première version de la plateforme a été développé.
La société a travaillé en étroite collaboration avec des universitaires et des chercheurs de premier plan lors du développement initial de la solution.
En 2017, Valutico a intégré des bases de données financières et a donc lancé la commercialisation de la plateforme.
En 2018, l'entreprise a renforcé son équipe et s'est développée dans la région DACH.
En 2019, Valutico a ouvert un bureau à Londres et a commencé l'expansion dans la région EMEA et aux États-Unis.
En 2020, l'entreprise a déployé Valutico aux États-Unis et adapté le produit aux exigences des différents marchés,. Avec la fermeture de ses bureaux imposées par la Covid-19, Valutico a mis en place une équipe à distance et a commencé à recruter de nouveaux employés dans le monde entier.
En 2021, la société a lancé Valutico v3.0, offrant des performances améliorées, de nouvelles fonctionnalités.
La société a également levé son premier seed round avec Push Ventures.
En 2022, Valutico a signé de nouveaux partenariats avec différents réseaux dans les domaines du M&A, de la comptabilité, de la fiscalité et de l'audit.

## Récompenses
En décembre 2021, Valutico a été récompensé comme "Le meilleur projet de technologie fiscale" par le Tax Tech Award.